# Born to Be Blue
Pour plus de détails, voir Fiche technique et Distribution.
Born to Be Blue est un drame biographique anglo-américano-canadien réalisé par Robert Budreau (en), sorti en 2015.

## Synopsis
En 1966, Chet Baker fait l'objet d'une agression à la sortie d'un club de San Francisco où il s'était produit. Ses mâchoires et ses dents sont fracassées et sa carrière de trompettiste de jazz est alors mise en sommeil. Traversant une période de lente reconstruction, en prise avec les affres de la dépendance et de la dépression, utilisant un dentier, il se concentre à nouveau sur l'exercice de son instrument et, peu à peu, parvient à renaître comme musicien. Le film se termine avec son retour sur la scène mythique du Birdland et sa replongée dans la dépendance de drogue.

## Fiche technique
- Titre : Born to Be Blue
- Réalisation : Robert Budreau (en)
- Scénario : Robert Budreau
- Musique : David Braid, Todor Kobakov et Steve London
- Montage : David Freeman
- Photographie : Steve Cosens
- Décors : Aidan Leroux
- Costumes : Anne Dixon
- Producteur : Robert Budreau (en), Leonard Farlinger, Jennifer Jonas et Jake Seal
- Production : New Real Films
- Distribution : Kinovista et Entertainment One, Condor Entertainment (France)
- Pays d'origine :  Royaume-Uni,  Canada et  États-Unis
- Durée : 97 minutes
- Genre : Drame et biopic
- Dates de sortie :
  -  Canada :
    - 13 septembre 2015
    - 11 mars 2016

  -  États-Unis :
    - 13 mars 2016
    - 25 mars 2016

  -  Royaume-Uni : 25 juillet 2016
  -  France : 11 janvier 2017

## Distribution
- Ethan Hawke (VF : Jean-Pierre Michaël ; VQ : François Godin) : Chet Baker
- Carmen Ejogo (VF : Léovanie Raud ; VQ : Hélène Mondoux) : Jane / Elaine
- Callum Keith Rennie (VF : Yann Guillemot ; VQ : Patrick Chouinard) : Dick Bock
- Kedar Brown : Miles Davis
- Janet-Laine Green (VF : Julie Carli) : la mère de Chet
- Kevin Hanchard : Dizzy Gillespie
- Stephen McHattie (VF : José Luccioni) : le père de Chet
- Tony Nardi (VF : Charles Borg) : Nicholas
- Katie Boland : Sarah
- Tony Nappo (en) (VQ : Stéphane Rivard) : Officier Reid
- Dan Lett : Danny Friedman
- Barbara Eve Harris : Elise Azuka
- Eugene Clark : Harry Azuka
- Nat Leone : Jenny